# Inés meines Herzens
Inés meines Herzens (Originaltitel: Inés del alma mía) ist ein 2006 erschienener Roman der chilenischen Schriftstellerin Isabel Allende. Die deutschsprachige Übersetzung von Svenja Becker erschien 2007 im Suhrkamp Verlag.

## Kurzbeschreibung
Inés meines Herzens schildert aus der Sicht des Jahres 1580 in Form einer an die Stieftochter gerichteten, fiktiven Autobiografie das Leben der Inés Suárez, „meine Geschichte und die eines Mannes, Don Pedro de Valdivia, dessen heroische Taten von den Chronisten sorgsam festgehalten wurden und in ihren Schriften alle Zeit überdauern werden; und doch weiß ich von ihm, was die Geschichtsschreibung nie wird herausfinden können: was er fürchtete und wie er liebte.“

## Inhalt

### Getrennte Lebenswege: Inés und Valdivia
Der erste Abschnitt des Buches macht etwa drei Zehntel des Roman-Textes aus und betrachtet getrennt die Lebenspfade von Inés und Valdivia bis zu deren Aufeinandertreffen in Cusco, wobei die Lebensgeschichte der Inés und ihre südamerikanische „Odyssee“ einen nur geringfügig umfangreicheren Textanteil innehat als Valdivias Lebensgeschichte.  Insbesondere in diesem ersten Abschnitt „beschreibt Allende detailreich Begebenheiten des täglichen Lebens – Rezepte, alltägliche Routinen, sogar Verhütungsmittel – und erlaubt dem Leser so einen Einblick in die private Inés“. Firm im Empanada-Backen ist Inés und „flink mit den Fingern, das war ich zweifellos, in Plasencia und im ganzen Umkreis gab es keine, die so kunstvoll zu nähen und zu sticken verstand wie ich.“ Ihrem ersten Ehemann, dem Tunichtgut Juan, begegnet Inés im Jahr 1526 bei einer Karfreitagsprozession. Juan „unterwies er mich ohne Hast in den Zeremonien der Lust“, entpuppt sich aber nach der Heirat als Fehlgriff: Die „Launen und Schulden meines Mannes“ muss Inés ertragen und begleichen, bis Juan sich „bei Nacht und Nebel und ohne Lebewohl zu sagen“ nach Südamerika aufmacht. Inés hält sich im heimischen Spanien derweil mit ihren Handarbeiten über Wasser. „Außerdem ging ich den Nonnen im Hospital bei der Pflege der Kranken, der Opfer von Pest und Messerstechereien zur Hand, weil ich schon als junges Mädchen die Kunst des Heilens hatte lernen wollen, ohne zu ahnen, daß sie mir einst im Leben von unschätzbarem Wert sein würde, genau wie mein Talent für die Küche und für das Auffinden von Wasser. Wie meine Mutter besaß auch ich die angeborene Gabe, unterirdisches Wasser aufzuspüren.“ Da Juan, von dem sie „nur drei kurze Briefe aus Venezuela“ erhält, es geschafft hat, „mich mit seinen Träumen [von der Neuen Welt] anzustecken“, schifft auch Inés sich ein gen Coro, woher Juans letzter Brief stammte und wo ihr ein dominikanischer Missionar den Hinweis gibt, Juan sei auf der Suche nach dem sagenhaften Eldorado. Nach einer nur notdürftig vertuschten Tötung eines Möchtegern-Vergewaltigers macht Inés sich aus Cartagena davon, erfährt in Panama, „daß Juan sich bereits vor geraumer Zeit nach Peru eingeschifft hatte“, und in Peru, dass Juan in der Schlacht von Las Salinas gefallen ist, als Doppelgänger des Feldherrn Hernando Pizarro. Um die Feigheit Hernandos zu vertuschen, zahlt Hernandos Bruder, der Gouverneur Francisco Pizarro, Inés Schweigegeld und besorgt ihr ein Haus samt dreiköpfiger Indio-Dienerschaft. „Juan de Málaga war tot, unwiderruflich, und ich war frei. An diesem Tag begann mein Leben, soviel steht fest; die Jahre zuvor waren nur eine Vorbereitung gewesen auf das, was kommen sollte.“ Von einer der Indio-Dienerinnen, Catalina, „lernte ich viel über Arzneipflanzen und Heilmethoden, die in Peru üblich waren und in Spanien unbekannt.“

### Partnerschaft in Liebe und Krieg
Der im heimischen Spanien unglücklich verheiratete spanische Offizier Pedro de Valdivia verhindert eine nächtliche Entführung von Inés durch die Spießgesellen eines zudringlichen spanischen Leutnants, und sowohl um Valdivia als auch um Inés ist es geschehen: „Die Nacht war kühl, aber meine Haut glühte“. Es sollte kein One-Night-Stand werden: „Wir waren einander ähnlich, beide stark, herrisch und ehrgeizig; er wollte [in Chile] ein Königreich gründen, und ich wollte an seiner Seite sein. Was er empfand, empfand auch ich, und so teilten wir bald denselben Traum“, gegen den Gouverneur Pizarro nichts einzuwenden hat: „Die Ausgaben, das Risiko und die Schinderei würden zu Lasten von Valdivia gehen, die unterworfenen Landstriche jedoch dem Gouverneur von Peru unterstehen; Pizarro hatte bei dem gewagten Unterfangen nichts zu verlieren“. An einem Januarmorgen 1540 bricht die Expedition aus Cusco auf, neben Indio-Hilfstruppen ein spanischer „recht kläglicher Haufen, nur elf Soldaten, neben Pedro de Valdivia und mir, die ich immerhin auch bereit war, das Schwert zu führen“. Zwischen Cusco und Tarapacá stoßen „gut zwanzig weitere Soldaten zu uns“, zum Lager in Tarapacá nochmals 80 Mann, darunter Francisco de Villagra, der intellektuelle Geistliche González de Marmolejo und Rodrigo de Quiroga. In Tarapacá sind die Expeditions-Teilnehmer schon mitten in der Atacama-Wüste. „In den heißesten Mittagsstunden lagen wir ausgestreckt auf diesem Meer aus gebackenem Sand, unter einer Sonne aus geschmolzenem Blei, im leblosen Nirgendwo.“ Um den Invasoren das Eindringen zu erschweren, haben die Einheimischen die Wasserquellen vergiftet, und diejenigen, die daraus trinken, „starben in Krämpfen, mit lodernden Gedärmen.“ Inés spielt nun eine entscheidende Rolle bei der Atacama-Durchquerung: „Ich fand mehrere Wasserstellen, […] genug, um den Weg durch das entvölkerte Land zu überstehen.“ Nach der Atacama-Überquerung stoßen 16 weitere berittene Soldaten zur Expedition, „zehn Arkibusiere, viele Indios und Nahrungsmittel für etliche Tage“, dringend nötige Nahrungsmittel: „Der Inka Manco hatte den Bewohnern befohlen, ihre Ernte zu verstecken oder zu vernichten und mit ihren Familien in die Berge zu fliehen, und die meisten Eingeborenen dieses Landstrichs waren seinem Aufruf gefolgt.“ Im Tal des Río Copiapó stoßen zwanzig weitere Spanier zur Expedition. „Von den hundertfünfzig Männern, die unserer Expedition jetzt angehörten, waren nur neun keine Edelleute, die übrigen waren Söhne des Landadels oder verarmter Aristokratenfamilien, aber Edelleute waren sie allemal“. Hinzu kommen 400 Mann Indio-Hilfstruppen „und außerdem Negersklaven, die fürchten mußten, gehäutet zu werden, wenn sie dem Feind in die Hände fielen, denn andernorts hatten die Indios das getan, um herauszufinden, ob die Farbe aufgemalt war.“ Den Spaniern sind derweil „die Pferde durch die Mühen des Marschs klapperdürr geworden, den Reitern hing die Kleidung in Fetzen vom Leib, ihre Rüstungen saßen schlecht, die Helme waren zerbeult und die Waffen rostig.“ Im Tal des Río Mapocho gründen die Spanier Santiago. „Unser Wohlergehen brachte die Bewohner des Tals gegen uns auf, war es doch ein sicheres Zeichen, daß wir nicht nur vorübergehend hierbleiben wollten. Sie ahnten, und zu Recht, daß mehr Huincas [=Spanier] kommen, sie ihres Landes berauben und sie zu Knechten machen würden. Während wir uns für unser Bleiben im Tal wappneten, wappneten sie sich dafür, uns davonzujagen.“ Aufgrund von Gerüchten über Unruhen in Peru und Nachrichten über den Tod des Gouverneurs Pizarro wird Valdivia „durch eine Entscheidung der Allgemeinheit und nicht durch königliches Dekret“ von seinen Begleitern zum Gouverneur von Chile ernannt, die Invasoren beginnen mit dem Aufbau ihrer Kolonie, immer wieder in Kämpfe verwickelt, die sogar in die neue Hauptstadt getragen werden: Im September 1541 spielt Inés‘ eine entscheidende Rolle als Medizinerin, Kämpferin und Henkerin bei der Verteidigung Santiagos. „Aber allmählich dämmerte mir, daß mein Geliebter sich verändert hatte, die Macht stieg ihm zu Kopf, er trug die Nase sehr hoch.“ Durch ein „falsches Spiel“ mit seinen Bürgern bringt Valdivia, während Villagra als stellvertretender Gouverneur in Santiago bleibt, materielle Ressourcen aus der neuen Kolonie zurück nach Peru, greift dort auf Seiten des royalistischen Dominikaners Pedro de la Gasca in den Aufstand der Encomenderos in Peru ein. Valdivias Verhalten dient Valdivias in Chile verweilendem Konkurrenten, dem einflussreichen Pedro Sánchez de la Hoz, als Steilvorlage für eine von vielen vorangegangenen Intrigen gegen Valdivia, die der ruppige Villagra – anders als der hierin zögerliche Valdivia – zum Anlass nimmt, de la Hoz kurzerhand zu enthaupten und zu pfählen.

### Erneut getrennte Lebenswege
Zu Beginn des letzten Roman-Viertels trennen sich die Wege von Inés und Valdivia wieder: Pedro de Valdivia, Held der Schlacht von Jaquijahuana und durch La Gasca als chilenischer Gouverneur bestätigt, ist just auf der Heimreise nach Santiago, „als ein schneller Bote des La Gasca ihn einholte und zur Umkehr in die Stadt der Könige aufforderte, wo eine dicke Anklageschrift gegen ihn vorlag. […] Neben den Neidern, deren Mißfallen Pedro in Peru geweckt hatte, gab es auch andere, die aus Chile angereist waren, um ihn durch Verleumdungen zu vernichten“, aufgebracht beispielsweise durch Valdivias „falsches Spiel“ oder den Tod des Pedro Sánchez de la Hoz. „Punkt für Punkt entkräftete Pedro die Vorwürfe, und am Ende war allein ich es, die verlor. La Gasca […] befahl dem Gouverneur, mir meine Güter zu nehmen und sie unter seinen Hauptleuten aufzuteilen, sich unverzüglich von mir zu trennen und mich nach Peru oder nach Spanien zu schicken, wo ich meine Sünden in einem Kloster würde sühnen können.“ Valdivia trennt sich von Inés per Brief, González de Marmolejo empfiehlt ihr als „Schleichweg“, erneut zu heiraten, und Inés wählt Rodrigo de Quiroga aus, für den sie in Valdivias Abwesenheit bereits ein „vages Verlangen“ entwickelt hat: „Er trachtete nicht danach, daß ich Pedro de Valdivia vergaß, den er achtete und liebte, ja er half mir sogar, sein Andenken zu bewahren, damit dieses undankbare Land seinen Gründer in Ehren hält, wie er es verdient, aber Rodrigo wollte mein Herz für sich gewinnen, und das ist ihm gelungen“, so die fiktive Inés des Romans: „Nach meiner Hochzeit mit Rodrigo entschied ich, Pedro wenigstens zu Anfang aus dem Weg zu gehen, bis diese Erbitterung nachlassen würde, die an die Stelle meiner Liebe für ihn getreten war. Ich haßte ihn, wie ich ihn zuvor geliebt hatte; ich wünschte, ihn zu verletzen, wie ihn zuvor hatte beschützen wollen. Seine unangenehmen Eigenschaften wuchsen in meinen Augen ins Unermeßliche, nun kam er mir nicht mehr edel vor, sondern eingebildet und ehrversessen; war er früher scharfsinnig, bestimmt und stark gewesen, so war er jetzt hinterlistig, grausam und fett.“ Mehr als die Hälfte des mit Inés’ Hochzeit beginnenden letzten Roman-Fünftels nimmt der im Januar 1550 beginnende Arauco-Krieg ein, der Quiroga als Valdivias Statthalter zum faktischen Gouverneur Chiles macht: „So wurde ich durch eine unerhoffte Schicksalsfügung erneut Gouverneurin, was ich im Grunde immer gewesen bin, auch dann, wenn ich den Titel nicht rechtmäßig führte.“ Der Tötung Valdivias durch die Mapuche beendet den Roman.

## Textanalyse
Bei Inés meines Herzens handelt es sich um einen teils in Ich-, teils in Personal-Form erzähltes Pastiche aus historischem Roman, Liebesroman, Western, Biografie, Dokumentation, so dass sich „Geschichten von Leidenschaft, Intrigen und dem Triumph der Integrität über die Korruption“ in den historischen Hintergrund fügen. Der Berichtszeitraum des Romans beginnt mit der Jugend der Inés Suárez und endet weitgehend mit dem Tod Pedro de Valdivias. Orte der Handlung sind die spanische Region Extremadura und die spanischen Kolonien Südamerikas sowie die noch zu erobernden Indio-Gebiete Chiles.

### Stil, Magischer Realismus
In dem Roman Inés meines Herzens entdeckt der Linguistik-Professor Moussa Ahmadian (Universität Arak) „die Merkmale des Magischen Realismus wie Fabel und Mythos“ und „die Prinzipien des magischen Realismus wie Aberglaube“. Zum Fabelhaften in dem Buch gehören „ein Lama mit zwei Köpfen“, eine „Rattenplage, die von den Machis der feindlichen Stämme mit Schwarzkünstlerei herbeigehext wurde“, sowie eine Froschplage, „und der Boden war mit stinkendem Schleim überzogen“, was an die Froschplage in Allendes Vorgängerwerk Von Liebe und Schatten erinnert. Aberglaube begegnet Inés dagegen bereits im heimischen Spanien in Form ihrer eigenen Schwester Asunción, die als Elfjährige eines Morgens mit den Wundmalen Christi erwacht, in Lima geistern „die unter den Häusern bestatteten Mumien der Inkas durch die Straßen, aber mit eigenen Augen habe ich sie nie gesehen“, und auf dem Weg nach Chile treiben sich Skelett-Armeen um das Spanier-Lager herum, nachdem Valdivias Soldaten zum Entsetzen der Indio-Hilfstruppen einige gefundene Mumien bis zur Auflösung über den Boden schleiften: „Die Sonne war kaum untergegangen, da raunte man dort, die geschändeten Knochen hätten begonnen, sich wieder zusammenzufügen, und noch vor Morgengrauen würden die Skelette über uns kommen wie eine Streitmacht aus dem Totenreich. […] Ich lag nächtelang wach und betete, bis die Sonne aufging, weil die Skelette um das Lager schlichen, und wer etwas anderes behauptet, der ist nicht dort gewesen.“ Mehr reale Macht als Indio-Mumien besitzt der Christen-Gott offenbar während einer Schlacht am Río Bío Bío zwischen Valdivia und den Mapuche: eine engelsgleiche Gestalt sei „hell wie ein Blitz auf das Schlachtfeld niedergefahren und habe den Morgen in überirdischen Glanz gebadet“, was die Spanier für „eine Apotheose der Jungfrau Maria oder des Jakobus“ halten, „in Wirklichkeit ein Meteor“ ist, ein „Deus ex machina, um die ratlosen Spanier vor der Niederlage zu retten“. Verschiedentlich begegnet Inés auch den Geistern ihrer Ehemänner: Der erste Ehemann Juan taucht in der Atacama auf, als helfende Geisterhand bei der Hinrichtung von sieben gefangenen Indios während der Schlacht um Santiago 1541 sowie nach Valdivias falschem Spiel, als Juans Geist „am Fußende des Bettes hockte und mich verhöhnte.“ Später dann kommt es dazu, dass sich ihr verstorbener Gatte Rodrigo de Quiroga zu Inés ins Bett legt, obgleich in ihrem Haus woanders genug Platz wäre: „Mein Haus in Santiago ist groß, mit seinen Höfen, den Stallungen und dem Gemüsegarten nimmt es ein ganzes Straßenkarree ein. Zwischen seinen dicken Mauern aus Lehmziegeln, den hohen Decken und schweren Eichenbalken finden sich viele Schlupfwinkel für verirrte Seelen, für böse Geister und auch für den Tod“, so die Roman-Inés des Jahres 1580: „Ich bin umgeben von Gespenstern der Vergangenheit. Juan de Málaga, Pedro de Valdivia, Catalina, […] meine Mutter und meine Großmutter, die in Plasencia begraben sind, und viele andere lösen sich immer deutlicher aus dem Dunkel, und ich höre sie in den Korridoren meines Hauses flüstern.“

### Titel
Die Titelfigur des Romans wird von Valdivia an mehreren Stellen als „Inés meines Herzens“ bezeichnet (wörtlich übersetzt: „Inés meiner Seele“): als sie sich nach Chile aufmachen, als Valdivia und Inés sich nach der Schlacht um Santiago 1541 entschließen, die zerstörte Stadt wieder aufzubauen, als Valdivia sich Ende 1552 eine kurze Verschnaufpause im Arauco-Krieg gönnt und in Santiago mit Inés ausspricht sowie als letzte Worte des sterbenden Valdivia. Jeanette King (Prof. em. University of Aberdeen) bezeichnet diesen Roman-Titel als typisch für die „erzählerische Mehrdeutigkeit“ des Romans, weil dieser Titel Inés zwar in den Mittelpunkt des Romans stelle, aber der Männerwelt, „die ihr diesen Namen gegeben hat, die Stimme und die Macht des Benennens gibt.“

### Themen

#### Sprache der Macht, Macht der Sprache
Die für den Titel des Romans relevante „Macht des Benennens“, die Macht der Sprache und die Sprache der Macht sind generell Thema des Romans. „Valdivia und seine Truppen beginnen ihre Beziehung zu den Mapuche, indem sie ihre zukünftigen Feinde mit einer europäischen statt einer indigenen Bezeichnung benennen“: Am Ende des Romans beispielsweise weiß Inés nicht mehr, „wie Catalinas Name in der Quechuasprache war“, und eine weitere Nebenrolle in dem Roman spielt „ein scheinbar verwaister Junge, der von Valdivia den Namen Felipe erhielt [= der spätere Mapuche-Führer Lautaro]. Diese Geste übt eine hegemoniale diskursive Macht auf das scheinbar namenlose Kind aus“. Dieser Versuch, den Einheimischen durch willkürlich Umbenennung die Identität zu rauben, betrifft nicht nur Individuen, sondern ganze Gruppen, beispielsweise durch den Dichter Alonso de Ercilla y Zúñiga, der den Mapuche den „volltönenden Namen ‚Araukaner‘“ gab: „Es scheint mir nicht gerecht, ihren Namen nur um des Reimes willen zu ändern: araukanisch, spanisch, martialisch, Harnisch und über Tausende von Versen so fort.“ Die fiktive Inés kommentiert das so: „Ich staune über die Macht von Alonsos Versen, die die Geschichte erfinden, dem Vergessen trotzen und es besiegen.“ Die gleiche Macht strebt auch die fiktive Inés mit ihren Memoiren an: Sie will „eine diskursive Spur protofeministischen Handelns in einer Epoche zu hinterlassen, die fast ausschließlich aus phallozentrischen Texten besteht“, was im Nebeneffekt „in gewisser Weise dazu beiträgt, das europäische Eroberungsnarrativ der männlichen Herrschaft zu untergraben“. Damit sind ihre Memoiren ein „Mittel, um ihr Leben und das anderer zu kontrollieren. Ihre Liebhaber, überaus mächtig im Leben, sind machtlos, ihre Darstellung in ihrer Chronik zu ändern“.

#### Eroberung und Kolonisation
Die Methode, durch die Macht der Sprache Menschen nicht nur tot, sondern deren Kulturen buchstäblich auch mundtot zu machen, ist in dem Roman Inés meines Herzens neben dem dominierenden „nie endenden Kreislauf“ von einander hochschaukelnder Gewalt und Gegengewalt nur eines mehrerer Mittel zur Eroberung und Kolonisation. „Chile wird als amerikanischer Garten Eden dargestellt, [...] der die ankommenden Spanier in seinen Bann zieht“, doch das „Eden der Spanier kann nur durch die Vertreibung der Mapuche aus ihrem Land erreicht werden“. Die Spanier zeigen sich dabei sehr selbstbewusst und „dankten dem Himmel, daß sie Katholiken waren und so der Rettung ihrer Seelen sicher sein durften, und obendrein Spanier, das heißt dem Rest der Sterblichen überlegen.“ Dennoch beginnen sie, sich „eine neue Identität zu bilden, die sich von der der indigenen Bevölkerung unterscheidet, nicht identisch ist mit der spanischen/europäischen Identität, aber irgendwie von beiden abhängig“. Einige der Kolonisatoren sind dabei zu einem differenzierten Bild fähig; so meint der spätere Mann einer Nichte von Inés noch vor dem Erreichen Südamerikas, „die Bewohner der Neuen Welt seien nicht allesamt Wilde; Azteken, Mayas und Inkas seien gesitteter als wir, zumindest würden sie sich waschen und wären nicht von Kopf bis Fuß verlaust: […] ‚Wir behaupten, das Land, was wir eben erst betreten haben, gehöre einem Monarchen, der jenseits des Meeres lebt, und erwarten von den Eingeborenen, daß sie zwei gekreuzte Hölzer anbeten. […] Ihr werdet es selbst sehen, die Konquistadoren kennen keine Scham: Sie kommen an wie Bettler, führen sich auf wie Diebe und halten sich für hohe Herren.‘“ Inés selbst bewundert „die Mapuche für ihre Beherztheit und die unverbrüchliche Liebe zu ihrem Land, aber ich kann versichern, daß sie nicht der Inbegriff von Mitgefühl und Sanftmut sind. […] In anderer Hinsicht sind uns die Mapuche allerdings überlegen, so kennen sie zum Beispiel die Habgier nicht. Gold, Ländereien, Titel, Würden, das alles ist ihnen gleichgültig“. Wichtig sind ihnen andere Dinge: „Die Mapuche verstehen sich nur auf den Krieg und die Freiheit“, wird Diego de Almagro in dem Roman in den Mund gelegt. „Angetrieben von dem Wunsch, frei zu sein, können die Mapuche die kolonisierenden Impulse der Spanier nicht verstehen, geschweige denn sich anpassen. Solch unterschiedliche Wertesysteme machen gegenseitiges Verständnis unmöglich“.

### Figuren

#### Hauptfiguren
- Inés Suarez: Die „erste Spanierin in Chile“[93] ist „eine starke Frau“,[94] eine ständige Außenseiterin,[95] die sich anschickt, „die Männerwelt zu usurpieren“.[96] Äußerlich ist Inés eine „schmale Frau, mittelgroß, mit […] kastanienbraunen Augen, kräftigen Brauen“[23] und einem „Haar, das kräftig war wie das einer jungen Stute“.[9] Nur „aus Muskeln und Knochen“ bestehend,[9] stapft die gleich Pedro de Valdivia unfruchtbare[97] Inés „entschlossenen Zigeunerschritts“[98] durch ihr Leben, das sich aus „mehreren Versionen“[99] ihrer sich „rapide ändernden Identität“[100] zusammensetzt: „Als Frau ist sie minderwertig, aber als Spanierin in Chile überlegen“.[101] Zwar stellt Inés „Geschlechterstereotype und -beschränkungen gegenüber Frauen auf dramatischste Weise in Frage und demonstriert Einstellungen und Attribute, die historisch als männlich gekennzeichnet sind“,[102] doch niemals stellt Inés „die Autorität in Frage, die der Eroberung zugrunde liegt, oder ihr Recht, an den Erwerbungen teilzuhaben“,[103] obgleich sie, anders als die meisten ihrer Zeitgenossen, eine gewisse Achtung vor den Indios hegt. „Inés' innerer Konflikt resultiert aus ihrer ambivalenten Position innerhalb einer komplexen Reihe von Gegensätzen: Krieg und Liebe, männlich und weiblich, Kolonisator und Kolonisierter. Bei der Abgleich dieser Gegensätze ist ihre Position immer instabil.“[104]
- Pedro de Valdivia: Der blauäugige[105] „Pedro de Valdivia, Oberfeldmeister von Francisco Pizarro und Held der Schlacht von Las Salinas, mittlerweile zu einem der wohlhabendsten Landherren Perus geworden“,[106] ist „von aufrechtem Wuchs und edler, wohlgeformter Gestalt, mit breiter Brust, langer, gerader Nase, einem ausgeprägten Kinn“,[105] und seine „Haltung aufrecht, gestählt von vielen Kämpfen, die Hände schwielig vom Führen der Waffen, aber mit langen, wohlgeformten Fingern.“[23] Er ist „von stillem Ernst“[107] und „gebildeter als die meisten Männer seines Standes“,[87] hat eine Neigung zur „schweren Lektüre“[105] und ist wahrscheinlich unfruchtbar,[97] was seine Ruhmsucht[108] erklärt: „Vielleicht ersetzte er so die Dynastie, die er nicht zu begründen vermochte. Er schrieb seinen Namen der Geschichte ein, da er ihn nicht seinen Nachkommen vermachen konnte.“[97] Gleich seinem Freund Rodrigo de Quiroga von „hohen Idealen erfüllt“,[109] macht das Streben nach Ruhm den tatkräftigen[4] Valdivia zu einem „der aufrechtesten und mutigsten Männer, die je die Neue Welt betraten“,[80] einem Mann, „der auch im Angesicht der größten Gefahren beherrscht und ritterlich blieb.“[87] Zu Valdivias Schwächen gehört neben dem „Streben nach Ruhm, das ihn und viele andere schließlich das Leben kostete“ seine Eifersucht, die „ihn in ein Monstrum verwandelte“.[110] Und zwar ein manchmal übelriechendes: „Wie jeder gute Sohn Spaniens hielt auch Pedro Waschen für schädlich, weil es die Lunge schwächte und das Blut verdünnte“.[111]

#### Nebenfiguren (Auswahl)
- Rodrigo de Quiroga: Valdivias bevorzugter Hauptmann und bester Freund[112] ist gleich Valdivia von „hohen Idealen erfüllt“,[109] stolz[113] und weitherzig[114] sowie ein „geistreicher Geschichtenerzähler“.[115] Quiroga ist „tapfer wie kein zweiter, war erfahren im Kampf, beklagte sich nie, war loyal und selbstlos; daneben besaß er die seltene Gabe, jedermann Vertrauen einzuflößen“,[116] sogar den Indio-Frauen, denn er ist „der einzige unter unseren Soldaten, der nicht über einen Schwarm von Buhlen verfügte oder Jagd auf fremde Frauen machte, die es zu schwängern galt.“[116] In Quiroga „findet Inés das Gleichgewicht der Geschlechtsmerkmale, nach dem sie selbst strebt“,[117] ohne dass der schlanke, starke[118] Quiroga in irgendeiner Weise feminin wirkt: Er ist „ein großgewachsener, sehr gutaussehender Mann mit hoher Stirn, Adlernase und Augen, die groß waren und braun schimmerten wie die von Pferden. Unter seinen schweren Lidern wirkte sein Blick entrückt, ein wenig schläfrig, und das gab seinen Zügen etwas Sanftes“,[119] vielleicht aber fokussieren seine „scharfen Augen“ in jenen Momenten auch nur.[38]
- Catalina: Die Indio-Dienerin der Inés ist „Inés‘ indigenes Gegenstück, das sich dem Anschein nach der Akkulturation anpasst, aber innerlich treu bleibt. Diese Figur ist ein Beispiel dafür, wie Allende neben der Erforschung der frühkolonialen weiblichen Identität auch den ‚schweigenden‘ indigenen Kollaborateuren der Spanier viel Aufmerksamkeit widmet, ohne die die Eroberung nicht möglich gewesen wäre.“[120] Catalina ist klein, „fast quadratisch, die Haut haselnußfarben, das Haar zu zwei dicken Zöpfen geflochten und auf dem Rücken mit bunten Wollkordeln zusammengebunden, die Augen kohleschwarz, einen Geruch nach Rauch verströmend“.[121] Catalina nimmt Inés unter anderem durch ihr großes medizinisches Wissen und den „warmen peruanischen Singsang“[78] ein, der „kokageschwärzten Zähnen“ entströmt.[22]
- Juan de Málaga: Dieser Hallodri und erste Ehemann von Inés „maß eine Handbreit mehr als alle anderen. […] Er war breitschultrig, hatte dunkle Locken, ein Profil wie eine römische Statue und dazu Katzenaugen“,[10] und „sein bloßes Auftreten als schmucker Bursche verdrehte den Frauen den Kopf; seit er mit vierzehn Jahren begonnen hatte, seine Reize auszuspielen, lebte er auf Kosten seiner Verehrerinnen.“[122] Darunter auch auf Kosten von Inés, die Juans verschwenderischen[13] Lebenswandel bis zu dessen Abreise nach Südamerika finanziert.
- González de Marmolejo: Dieser aus Sevilla stammende[123] Missionar, der Inés das Lesen und Schreiben lehrt,[114] ist „ein Mann in den Fünfzigern“[29] und „wohl doch eher zum Soldaten als zum Priester berufen, denn er besaß eine große Schwäche für Abenteuer, Reichtum und Frauen“,[124] was ihn aber nicht daran hindert, letztlich Bischof zu werden.[123]
- Francisco de Villagra: Dieser Offizier Valdivias, „der, verfolgt von seinen Sünden, am Ende das Habit des heiligen Franziskus“ überstreifen wird,[125] ist „blond, stämmig und rotgesichtig, mit einem abfälligen Zug um den Mund und von ruppigem Benehmen.“[29] Inés schätzt ihn „wegen seines Muts und seiner Treue zu Valdivia“,[29]  mag ihn aber andererseits nicht: Er „behandelte die Indios sehr schlecht, war geizig und verweigerte den Armen die milde Gabe“.[29]
- Francisco Pizarro: Der Gouverneur von Peru ist „ein Mann in den Sechzigern, hochfahrend, mit grünlichem Teint, grauen Strähnen im Bart, einem mißtrauischen Blick aus tief in den Höhlen sitzenden Augen.“[126] Seine „Falsettstimme“[126] spricht in einem „unangenehm schnarrenden Tonfall“,[127] sein Charakter ist „düster, argwöhnisch und mißgünstig, obschon überaus mutig“.[128]
- Pedro de la Gasca: Diesen pockennarbigen „hartgesottenen Dominikanerbruder“[129] bezeichnet die Ich-Erzählerin als einen „Mann von außergewöhnlicher Zähigkeit und Willenskraft, doch er war Mönch, besaß keinerlei militärische Erfahrung“.[130] Gerne lässt er zwar seine Macht vom erfahrenen Militär Valdivia retten, doch das Wohlergehen von Inés droht dann dem „fanatisch strengen La Gasca“[48] zum Opfer zu fallen.

## Rezeption und Adaption
Die Kritiken über den 2007 in Deutschland zum Spiegel-Bestseller gewordenen, im Jahr 2020 als AmazonPrime-Miniserie verfilmten Roman Inés meines Herzens waren überwiegend zwiegespalten. Der Deutschlandfunk bezeichnete das Buch als einen „soliden Roman […], dem es weder an Informations- noch an Unterhaltungswert mangelt“ und der „eingängig und flüssig“ zu lesen sei, die Historical Novel Society meinte, Inés meines Herzens sei sowohl fesselnd als auch spannend, und für den EKZ-Informationsdienst war das Buch gar ein „packender, überschäumender Roman, bevölkert mit unglaublich lebendigen Gestalten, angesiedelt in einer exotischen und archaischen Umgebung.“ Eindeutig negativ fiel dagegen die Gesamtbewertung beim Guardian aus, für den Allende mit diesem „holprigen, unverdaulichen“ Roman „einen neuen Tiefpunkt erreicht“ hatte.

### Ausgestaltung der Charaktere
Streitpunkt der Kritik war unter anderem die Gestaltung der Charaktere: Während die Historical Novel Society die Charaktere generell „lebendig gezeichnet“ fand, sah Kirkus Reviews „die Charakterentwicklung in trockenen, hastigen Erklärungsschüben erfolgen, und Allende wählt häufig Klischees statt echter Beschreibungen“. The New York Times erblickte in der Tatsache, dass das Buch nur „langsam in Gang“ kommt, die Ursache für eine generell gehemmte Chrakterentwicklung. Derartige Schwierigkeiten bei Allendes Ausgestaltung der Romanfiguren wurden nicht nur allgemein konstatiert, sondern auch im Hinblick auf die Titelfigur: Die dem Roman grundsätzlich wohlgesonnene Historical Novel Society bezeichnete die Roman-Inés als „vielleicht etwas fortschrittlicher, als es für ihre Zeit wahrscheinlich erscheint“, dem Rezensionsforum literaturkritik.de schien die Roman-Inés „allzu sehr mit Attributen aus dem Geist der Autorin ausgestattet zu sein“, Mary Ellen Snodgrass (em. Lenoir-Rhyne University) stellte fest, dass die Inés-Darstellung im Laufe des Romans „immer dünner“ werde, die New York Times hielt Allendes Inés-Porträt für einen „Zufallstreffer“, und The Guardian konstatierte: „Die Inés Suárez, die das Buch erzählt, ist keine Person, sondern lediglich ein Mantel der Rhetorik, der über eine Reihe historischer Ereignisse geworfen wird“.

### Form
Teile der Kritik befanden die Verbindung unterschiedlicher Elemente aus historischem Roman, Liebesroman, Western, Biografie, Dokumentation für schwierig: „Das erzählerische Mittel, das Allende gewählt hat […] ist langweilig und ablenkend“, meinte Kirkus Reviews, die in dem Roman stellenweise einen Ton entdeckte, „der eher zu einer Enzyklopädie passt“. Snodgrass sekundierte: „Der Text, der mit Details von Reisen und Kolonialismus des 16. Jahrhunderts beladen ist, gerät unter der Last der Fakten ins Wanken.“ Besonders kritisch beäugt wurde Allendes Spagat zwischen der „distanziert“ daherkommenden Lebensgeschichte Valdivias samt Eroberung Chiles einer-, der „schwülstigen“ Liebesgeschichte zwischen Valdivia und Inés andererseits. „Unübersehbar“, so literaturkritik.de über die Liebesgeschichte, „ist Isabel Allendes Neigung zum blumigen Pathos, das bisweilen nahe an die Kitschgrenze reicht. […] Geradezu antagonistisch dazu lesen sich die Passagen über die barbarischen Eroberungszüge der spanischen Truppen“, über deren Schilderung der Deutschlandfunk meinte: „Sie geraten ihr gar ein wenig lang, diese Schlachten“. Der Deutschlandfunk kritisierte ferner, Allende habe sich „zu sehr für Inés’ Liebesgeschichten interessiert“, Burkhard Müller warf der Autorin in der Süddeutschen Zeitung sogar „Selbstzufriedenheit“ vor, da ihr die Liebesgeschichte einer „starken“ Frau mehr bedeute als die Gräuel des Eroberungsfeldzuges, während die Frankfurter Allgemeine Zeitung trotz Textstellen wie „Wie nachsichtig ist doch die Liebe, die alles verzeiht!“ immerhin lobte, Allende verkneife sich „frühere Sentimentalitäten“. The Guardian sprach im Zusammenhang mit der klischeeverhafteten Liebesgeschichte von „Barbara-Cartland-mäßigen Schwärmereien“, beispielsweise über die erste Liebesnacht von Inés und Valdivia, über die es im Romantext heißt: „Wie kam es, daß wir uns so bald in den Armen lagen? Wer streckte zuerst die Hand aus? Wer suchte die Lippen des andern zum Kuß? Gewiß war ich es“, und Inés bestimmte auch weiterhin das Tempo, was zu einer Degen-als-Penis-Metapher führt: „Pedro war klug genug, seinen Degen hinter der Tür zu lassen und sich mir zu ergeben.“

## Deutschsprachige Textausgaben (Auswahl)
- Inés meines Herzens. Roman. Aus dem Spanischen von Svenja Becker. Suhrkamp, Frankfurt am Main 2007. ISBN 978-3-518-41930-4.

- Inés meines Herzens. Roman. Aus dem Spanischen von Svenja Becker. Insel-Verlag, Berlin 2011. ISBN 978-3-458-35704-9.